# هاري أرمسترونغ
هاري أرمسترونغ (بالإنجليزية: Harry Armstrong)‏ (1 يناير 1885 في المملكة المتحدة - ) هو لاعب كرة قدم بريطاني (وحمل سابقاً جنسية المملكة المتحدة لبريطانيا العظمى وأيرلندا) في مركز جناح ‏. لعب مع شيفيلد وينزداي.